# Пинкнея
Пинкнея (лат. Pinckneya) — род деревянистых растений семейства Мареновые (Rubiaceae). Включает единственный вид — Пинкнею опушённую, или пушистую, или мягкоопушённую (Pinckneya pubens).
Род назван в честь американского политика Чарльза Коутсуорта Пинкни.

## Распространение
Эндемик юго-восточных штатов США: Южная Каролина, Джорджия и Флорида.

## Ботаническое описание
Листопадные кустарники или деревья, до 6 (10) м высотой. Ветви раскидистые. Листья простые, супротивные, эллиптические или продолговато-яйцевидные, (5) 8—20 см длиной, 4—10 см шириной, расширенные возле или ниже середины, цельные, тёмно-зелёные (снизу бледнее), опушённые (вначале войлочные); верхушка заострённая или коротко-остроконечная; основание клиновидное, постепенно суженое.
Цветки обоеполые, собраны возле концов веточек в изреженные разветвлённые малоцветковые щитковидные соцветия. Чашечка колокольчатая, из 5 ланцетных долей (из которых 1—2 становится расширенными, лепестковидными, розовыми или кремовыми, 3,6—8 см длиной). Венчик колесовидный, светло-жёлтый или желтовато-зелёный, с красными или лиловыми полосками; лепестков 5, срастаются в узкую трубку, 1,4—2,6 см длиной, с продолговатыми, короче трубки, отогнутыми лопастями. Тычинок пять, выставленные из трубки. Пестик один. Плод — округлая, полушаровидная, двустворчатая коробочка, 2—3 см длиной. Семена плосковатые.

## Синонимы
Рода
- Pinknea Pers. (1805), orth. var.

Вида
- Bignonia bracteata W.Bartram (1791), nom. nud.
- Cinchona caroliniana Poir. (1804), nom. illeg.
- Cinchona pubens (Michx.) Hosack (1811)
- Pinckneya pubescens Pers. (1805)
- Pinckneya bracteata Raf. (1827)